# Solid (álbum)
Solid es el quinto álbum de estudio de la banda alemana de heavy metal U.D.O., publicado en 1997 por GUN Records. Es la primera producción de la banda desde su separación en 1992 y contó con dos nuevos integrantes el guitarrista Jürgen Graf y el bajista Fitty Wienhold. Además, de Udo Dirkschneider y Stefan Schwarzmann, para esta ocasión se sumó como segundo guitarrista Stefan Kaufmann, excompañero de Udo en Accept y que hasta entonces había fungido como productor en los dos álbumes antecesores.

## Lista de canciones
Todas las canciones escritas por Udo Dirkschneider y Stefan Kaufmann.
| N.º | Título                   | Duración |  |
| 1.  | «Independence Day»       | 6:01     |  |
| 2.  | «Two Faced Woman»        | 3:38     |  |
| 3.  | «Desperate Balls»        | 3:54     |  |
| 4.  | «The Punisher»           | 4:46     |  |
| 5.  | «Devil's Dice»           | 4:33     |  |
| 6.  | «Bad Luck»               | 4:56     |  |
| 7.  | «Preachers of the Night» | 4:44     |  |
| 8.  | «Hate Stinger»           | 4:59     |  |
| 9.  | «Braindead Hero»         | 5:13     |  |
| 10. | «Pray for the Hunted»    | 4:01     |  |
| 11. | «The Healer»             | 6:09     |  |

| Pista adicional para Japón |                  |          |  |
| N.º                        | Título           | Duración |  |
| 12.                        | «Hardcore Lover» | 4:48     |  |

| Pistas adicionales en la versión aniversario de 2012 |                                           |          |  |
| N.º                                                  | Título                                    | Duración |  |
| 12.                                                  | «Independence Day» (en vivo)              | 5:53     |  |
| 13.                                                  | «Mad Dogs and Loaded Guns» (versión demo) | 5:26     |  |
| 14.                                                  | «Warchild» (versión demo)                 | 5:58     |  |

## Músicos
- Udo Dirkschneider: voz
- Stefan Kaufmann: guitarra eléctrica
- Jürgen Graf: guitarra
- Fitty Wienhold: bajo
- Stefan Schwarzmann: batería